# Bohemundo II de Antioquía
Bohemundo II de Antioquía (1108-febrero de 1130) fue príncipe de Tarento de 1111 a 1128 y príncipe de Antioquía de 1111 hasta su muerte. Era hijo de Bohemundo I, el fundador de estos principados, con Constanza, hija del Rey Felipe I de Francia. Perdió Tarento por Rogelio II de Sicilia en 1128.
El cronista Guillermo de Tiro lo describió como "bastante alto y de bella figura. Tenía cabello rubio y formas bien hechas. Toda su postura mostraba claramente el Príncipe a aquellos que no lo conocían. Su conversación era agradable y ganaba fácilmente el favor de aquellos que lo oían. Era de naturaleza generosa y, como su padre, verdaderamente magnífico". Usamah ibn-Munqidh lo llamaba, ibn-Maymun (hijo de Bohemundo).
Cuando su padre murió lejos de Antioquía, Bohemundo II aún era un niño, que vivía en Apulia, por eso su primo Tancredo de Galilea asumió la regencia del principado hasta morir en 1112. Roger de Salerno pasó a regente, con el acuerdo de que cuando Bohemundo llegara de Italia, asumiría el gobierno de su estado cruzado. Sin embargo, Roger murió en la batalla de Ager Sanguinis en 1119, y los nobles de Antioquía invitaron al rey Balduino II de Jerusalén para que gobernara el principado.
En 1124 Bohemundo alcanzó la mayoría de edad a los dieciséis años. Pasó los dos años siguientes a resolver asuntos de estado en el Mezzogiorno hasta que, en octubre de 1126, después de su decimoctavo cumpleaños, partió de Apulia rumbo a Antioquía. Según Guillermo de Tiro, hizo un acuerdo con su primo, el duque Guillermo II de Apulia, en que quien muriera primero dejaría sus tierras en Italia al otro. Esto entra en contradicción con el Abad Alexandre de Telese, que afirma que Bohemundo dejó sus tierras bajo el gobierno del papa Honorio II, y aún con el arzobispo Romualdo Guarna de Salerno, que indica que la regencia de Tarento pasó a un pariente suyo, el Conde Alexandre de Conversano.
Como parte de su acuerdo sobre la salida de Italia hacia Levante, Bohemundo también se casó con una hija de Balduino II de Jerusalén, Alicia. Según el historiador Mateo de Edesa el Rey también le había prometido la corona de Jerusalén, pero esto puede ser una confusión del cronista entre las hermanas Alicia y Melisenda, que se casó con Fulco V Anjou en la misma época y heredó el reino.

Los Estados Cruzados en 1140.

En 1127 Boemundo cercó y tomó Kafartab, matando a todos sus habitantes. También atacó Shaizar, en Siria, donde había entrado en batalla y huido según el cronista árabe Usamah ibn Munqidh. Los siguientes años de gobierno estuvieron marcados por conflictos con Joscelino I de Edesa y escaramuzas en la frontera norte. Ambos nobles cruzados atacaron Alepo individualmente, pero rechazaron aliarse para montar un cerco a la ciudad.
Roger de Salerno ofreció territorios a Joscelino, pero Bohemundo no consideró estas donaciones legítimas, porque no habían tenido su aprobación, a pesar de ser menor de edad en la época. La disputa llegó a conflicto abierto entre Antioquía y el Condado de Edesa, Joscelino se alió a los musulmanes contra Bohemundo, pero el patriarca latino de Antioquia colocó un interdicto (el equivalente a la excomunión, aplicado a un territorio, más conocida como entredicho) sobre el condado de Edesa.
En 1128 su primo Rogelio II de Sicilia invadió Tarento, diciéndose legítimo heredero de Guillermo II de Apulia. Alejado de la región, Bohemundo fue incapaz de evitar la acción. El mismo año Balduino II se dirigió al norte para mediar la disputa entre sus vasallos y Joscelino abandonó sus pretensiones sobre Antioquía. Al mismo tiempo el atabeg Zengi consolidó su poder sobre Alepo y Mosul, desde entonces los cruzados no tendrían nunca más la oportunidad de imponer su autoridad sobre estas ciudades musulmanas.
Después de que resolvieran la disputa, Bohemundo se unió a Balduino II para atacar Damasco, pero los cruzados fueron derrotados en la batalla de Marj es-Suffar. Entonces el príncipe de Antioquía volvió al norte para recuperar algunos territorios perdidos al Reino armenio de Cilicia. León I, señor de Armenia se alió con el emir danisméndida Ghazi ibn Danishmend y hicieron al ejército cristiano caer en una emboscada en febrero de 1130. Bohemundo murió en la batalla, su cabeza rubia fue embalsamada, colocada en una caja de plata y enviada como presente al califa.
De su boda con Alicia sólo sobrevivió una hija, Constanza de Antioquía. Alicia asumió la regencia de Antioquía en nombre de su hija de dos años hasta que Balduino II cedió el poder a Joscelino. Tanto Balduino II como Joscelino morirían pocos meses después.
| Predecesor: Bohemundo I | Príncipe de Antioquía | Sucesor: Constanza |